# Яксиці (Куявсько-Поморське воєводство)
Яксиці (пол. Jaksice, нім. Jakschitz) — село в Польщі, у гміні Іновроцлав Іновроцлавського повіту Куявсько-Поморського воєводства.
Населення — 1156 осіб (2011).
У 1975-1998 роках село належало до Бидгощського воєводства.

## Демографія
Демографічна структура станом на 31 березня 2011 року:
|          | Загалом | Допрацездатний вік | Працездатний вік | Постпрацездатний вік |
| -------- | ------- | ------------------ | ---------------- | -------------------- |
| Чоловіки | 562     | 113                | 386              | 63                   |
| Жінки    | 594     | 112                | 348              | 134                  |
| Разом    | 1156    | 225                | 734              | 197                  |